# Nyírpilis
Nyírpilis is een plaats (község) en gemeente in het Hongaarse comitaat Szabolcs-Szatmár-Bereg. Nyírpilis telt 698 inwoners (2001).
Nyírpilis heeft een relatief hoge vruchtbaarheidscijfer van 2,85 kinderen per vrouw.  Dit is bijna twee keer zo hoog vergeleken met het Hongaarse gemiddelde van 1,47 kinderen per vrouw.